# Themeda avenacea
Themeda avenacea är en gräsart som först beskrevs av Ferdinand von Mueller, och fick sitt nu gällande namn av Théophile Alexis Durand och Benjamin Daydon Jackson. Themeda avenacea ingår i släktet Themeda och familjen gräs. Inga underarter finns listade i Catalogue of Life.